# شهرستان داگلاس (نبراسکا)
شهرستان داگلاس، نبراسکا (به انگلیسی: Douglas County, Nebraska) یک شهرستان در آمریکا در ایالات متحده آمریکا است که در نبراسکا واقع شده‌است.

## خصوصیات
شهرستان داگلاس ۸۸۰٫۶ کیلومترمربع مساحت دارد.